# 福安市博物馆
福安市博物馆是位于中华人民共和国福建省福安市的一个综合性博物馆，坐落于市区阳头广场的文化馆内。福安市博物馆机构成立于2004年，隶属于福安市文体和旅游局管辖，2013年起依托文化馆二楼办展，展陈面积约255平方米，现有馆藏文物1700余件。2015年底，福安市在溪北洋新区建设“三馆合一”新馆，计划将馆址迁入新址。

## 历史
福安市博物馆的前身是福安市文化馆文物室，2004年6月8日设立博物馆编制，彼时仅有一间办公室而无展厅。2013年，福安市博物馆经过布展后，于当年国际博物馆日（5月18日）对外开放。2015年底，福安市人民政府投资1.1427亿元人民币，在溪潭镇溪北洋新区建设福安市科技馆、规划馆、博物馆“三馆合一”项目，拟在建成后将博物馆迁址于此，至2018年已完成主体建筑的建设，2022年进入装修收尾阶段。

## 展览规模
福安市博物馆位于文化馆二楼，现有一个展厅，另有2间办公室和1间文物储藏室，主展厅展陈面积255平方米，设有《福安历史文化陈列》，分为“古墓葬”“古建筑”“石刻石碑”“历史名人”“红色革命文物”六个版块，展示福安自新石器时代至现代数千年的发展历程。在主展厅之外，博物馆亦有举办各类临时展览，如《福安市文化遗产图片展》《八闽丰碑·纪念中国共产党诞辰90周年全省革命历史文物联展》，与闽东革命纪念馆联合举办的《“红色遗珍”闽东革命根据地珍贵档案展》，以及与屏南县耕读文化博物馆共同举办的《“福”文化主题展》等。即将建成的新馆则为混凝土框架结合钢结构架构，建筑面积21156.8平方米。